# La glaciazione
La glaciazione è un singolo del gruppo musicale italiano Subsonica, pubblicato il 13 ottobre 2007 come primo estratto dal quinto album in studio L'eclissi.
La musica è stata composta dal chitarrista Max Casacci e il tastierista Davide Dileo, il testo invece dal solo Casacci.

## Video musicale
Il videoclip, diretto da Marco Gentile, è stato trasmesso sui canali tematici a partire dal 22 ottobre successivo.

## Classifiche
| Classifica (2007) | Posizione massima |
| ----------------- | ----------------- |
| Italia            | 43                |